# Phytobia coylesi
Phytobia coylesi este o specie de muște din genul Phytobia, familia Agromyzidae, descrisă de Spencer în anul 1969.
Este endemică în British Columbia. Conform Catalogue of Life specia Phytobia coylesi nu are subspecii cunoscute.